# Róbert Zeher
Róbert Zeher (* 12. února 1985, v Košicích) je slovenský fotbalový útočník, od roku 2013 působící v FC Lokomotíva Košice.

## Klubová kariéra
Svoji fotbalovou kariéru začal v MFK Košice. Mezi jeho další angažmá patří: SFC Opava, FC Baník Ostrava, FK Chmel Blšany, 1. FC Slovácko, FK Baumit Jablonec, 1. FC Tatran Prešov, SK Sulko Zábřeh a FC Lokomotíva Košice.